# Wilhelm Peter Jost von Weymarn

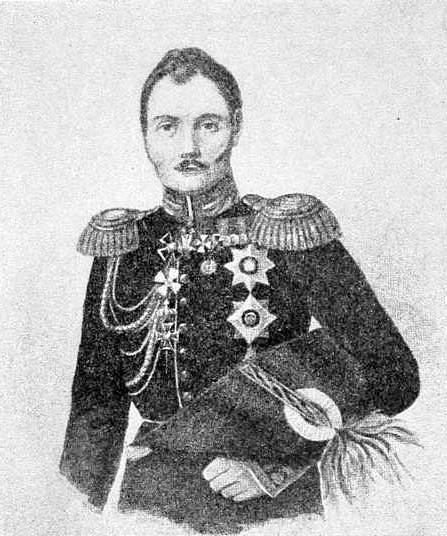
Wilhelm Peter Jost von Weymarn

Wilhelm Peter Jost von Weymarn (russisch Пётр Фёдорович Веймарн; * 14. Januar 1793 in Rösarhof; † 10. Mai 1846 in Sankt Petersburg) war ein russischer Generalleutnant und Mitglied der Nikolaus-Generalstabsakademie in St. Petersburg.

## Werdegang
Nach seiner Schulausbildung trat Wilhelm Jost zur Offiziersausbildung in ein Kadettenkorps ein. Als Secondleutnant trat er 1812 in die Kaiserlich Russische Armee ein und versah seinen Dienst in einem Infanterie-Regiment und wurde 1813 zum Leutnant befördert. 1812 war er in der Schlacht von Borodino eingesetzt und wurde verletzt. 1813 war er in der Schlacht bei Bautzen und bei Kampfhandlungen in Hochkirch eingesetzt. 1814 war er bei der Erstürmung von Reims und bei der Schlacht auf dem Montmartre im Einsatz. Ab 1816 versah er seinen Dienst als Hauptmann im Semjonowskoje-Leibgarderegiment und dann im Finnländischen Garde Regiment. Danach stand er als Adjutant dem General Diebitsch in Mogilev (Weißrussland) zur Seite. 1821 wurde er zum Oberstleutnant befördert und kommandierte das 1. See-Regiment in der estnischen Hafenstadt Pernau. Die Beförderung zum Oberst erfolgte 1823, 1825 übernahm er das Kommando über das 1. Lehrregiment in Sankt Petersburg. Von 1828 bis 1829 war er stellvertretender Chef des Stabes der in Sankt Petersburg verbliebenen Garden. Es folgte die Ernennung zum Flügeladjutanten; daran schloss sich, während des Novemberaufstands in Polen 1830, die Verwendung als Stabsoffizier mit besonderen Aufgabenbereich beim Stabschef des der Gardekorps an. 1831 wurde er zum Generalmajor befördert und übernahm den Dienstposten des Stabschefs der Gardekorps. Als Adjutant seiner Majestät wurde er von 1834 bis 1840 eingesetzt. Danach wurde er zum Generalleutnant befördert und übernahm im Hauptstab die Stellung eines stellvertretenden Inspekteurs. Von 1842 bis 1846 war er Kurator der Medizinisch-chirurgischen Akademie in Sankt Petersburg.

## Herkunft und Familie

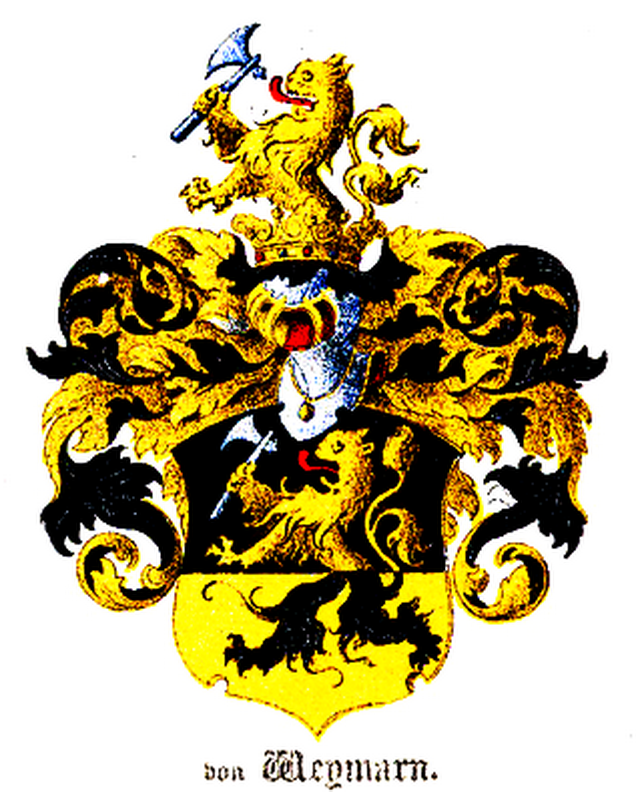
Stammwappen

Das Adelsgeschlecht Weymarn (russisch Веймарн / alt. Ваймарн) ist ursprünglich ein deutsches Geschlecht. Ende des 17. Jahrhunderts zogen Mitglieder der Familie nach Livland, seitdem bezeichnet sich die Familie als deutsch-baltisch. Sein Großvater war der öselsche Landmarschall Hermann Gustav von Weymarn (1717–1771), sein Vater war Matthias Friedrich von Weymarn (1751–1822), der mit Katharina Dorothea von Haak (1764–1826) verheiratet war. Wilhelm Peter heiratete 1822 Cristina Augusta Anna von Lüder (1803–1887), Nachkommen:
- Michael von Weymarn (1823–1841)
- Alexander Magnus Friedrich Fürst Barclay de Tolly-Weymarn (1824–1905), General der Infanterie, verheiratet mit Marie Friedrike Fürstin Barclay de Tolly (geborene von Seddeler), russische Hofdame
- Elisabeth Christina Augusta von Weymarn (1826–1868), verheiratet mit Graf Frederic Johann Stenbock-Fermor (1818–1884)
- Hans Nikolaus von Weymarn (1827–1837)
- Constantin Johann Wilhelm Leo von Weymarn (1829–1881), Kapitän und Staatsrat, verheiratet in 1. Ehe mit Dorothea Constance von Helffreich (1836–1875) und in 2. Ehe mit Julie Charlotte Helene von Baranoff (1855–1931)
- Friedrich Wilhelm Magnus von Weymarn (1831–1913), General der Infanterie, verheiratet mit Johanna Antonie Auguste Formes (geb. Arens) (1831–1888)
- Wilhelmine Alexandrine Charlotte von Weymarn (1838–1839)
- Marie Eva Elisabeth von Weymarn (1842–1919), verheiratet mit Friedrich Alexander Emil Baron von Hoyningen-Huene (1841–1917), Senator und Mitglied des Reichsrats
- Olga Alexandrine Wilhelmine Christine Masing (1843–1871), verheiratet mit Albert Ludwig Immanuel Masing (1839–1914), Pastor in Sankt Petersburg, ihr Sohn Johannes war ab 1921 Leiter einer Russisch-Deutschen Schule in Berlin.

## Orden und Ehrenzeichen
- 1813 „Goldenes Schwert“ mit der Inschrift „Für Tapferkeit“
- 1813 Russischer Orden der Heiligen Anna, 3. Klasse
- 1814 Orden des Heiligen Wladimir, 4. Klasse
- 1831 Russischer Orden der Heiligen Anna, 1. Klasse
- 1832 Russischer Orden des Heiligen Georg, 4. Klasse
- 1839 Orden des Heiligen Wladimir, 2. Klasse
- 1842 Kaiserlich-Königlicher Orden vom Weißen Adler